# Hyundai HB20

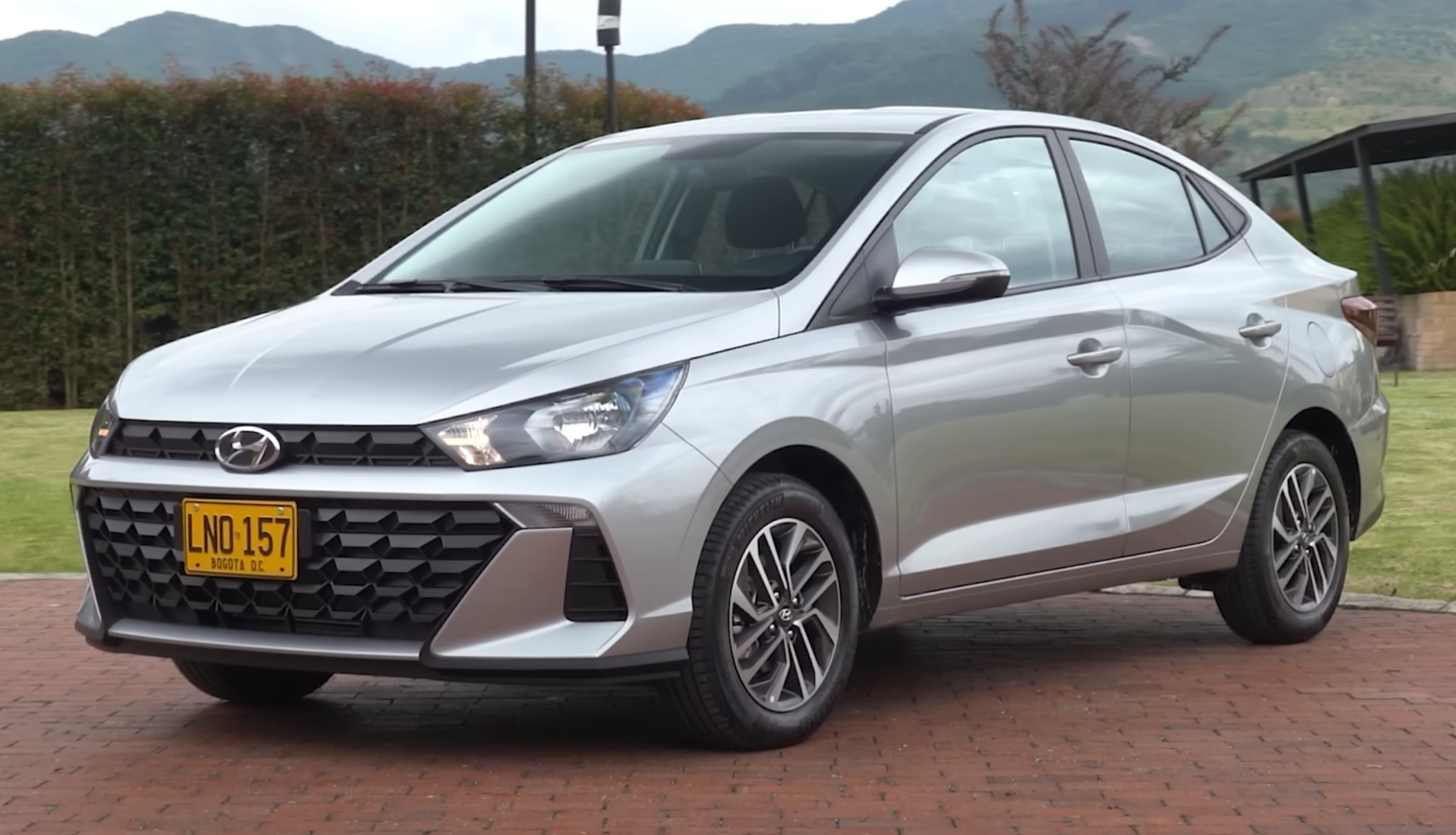
Versão sedã (HB20S) fotografado na Colômbia

O HB20 é o primeiro carro popular da Hyundai fabricado no Brasil e cujo lançamento ocorreu no dia 12 de setembro de 2012.
O HB20 deu início a nova linha HB, que significa "Hyundai Brasil", que trouxe um crossover compacto chamado HB20X e um sedan chamado HB20S. O modelo entrou no mercado dos hatchs para concorrer com Volkswagen Gol, Fiat Palio, Ford Ka, Peugeot 207, Renault Sandero, Toyota Etios e Chevrolet Onix.
Em 22 de janeiro de 2013 foi lançada a versão crossover chamada de HB20X e em 18 de abril de 2013 foi lançada a variação sedan do modelo batizada de HB20S.
Em 2015, a linha HB20 passa pelo primeiro facelift ganhando nova frente adotando a grade hexagonal primeiro no hatch HB20 e no aventureiro HB20X e depois no sedan HB20S.
Foi o terceiro carro mais vendido do Brasil em 2015 e em 2016.
Em 2019 criou a competição monomarca Copa HB20.

## HB20S
O HB20S é um modelo sedan compacto de quatro portas fabricado pela Hyundai derivado do HB20 feito exclusivamente para o mercado brasileiro (mas é vendido em outros países como Argentina Uruguai e Paraguai), cujo lançamento ocorreu no dia 18 de abril de 2013. Em 2015, ganha facelift com nova frente com a grade hexagonal.
O modelo entrou no mercado dos sedans para concorrer com Volkswagen Voyage, Fiat Grand Siena, Ford New Fiesta, Chevrolet Prisma, Peugeot 207 Passion, e Toyota Etios Sedan.

## HB20X
O HB20X é um crossover baseado no HB20, dotado de mudanças estéticas em relação ao modelo original, contando também com suspensão e motorização diferenciada em relação à versão básica do HB20.
Dentre as principais diferenças, estão os para-choques dianteiros e traseiros redesenhados em material de coloração preta, vincos  mais demarcados na carroceria, grade frontal diferenciada,  desenhos exclusivos dos faróis de neblina e faróis com máscara negra misturada a detalhes cromado, além de difusores de ar desenhados para dar um aspecto off-road aos parachoques traseiros. 

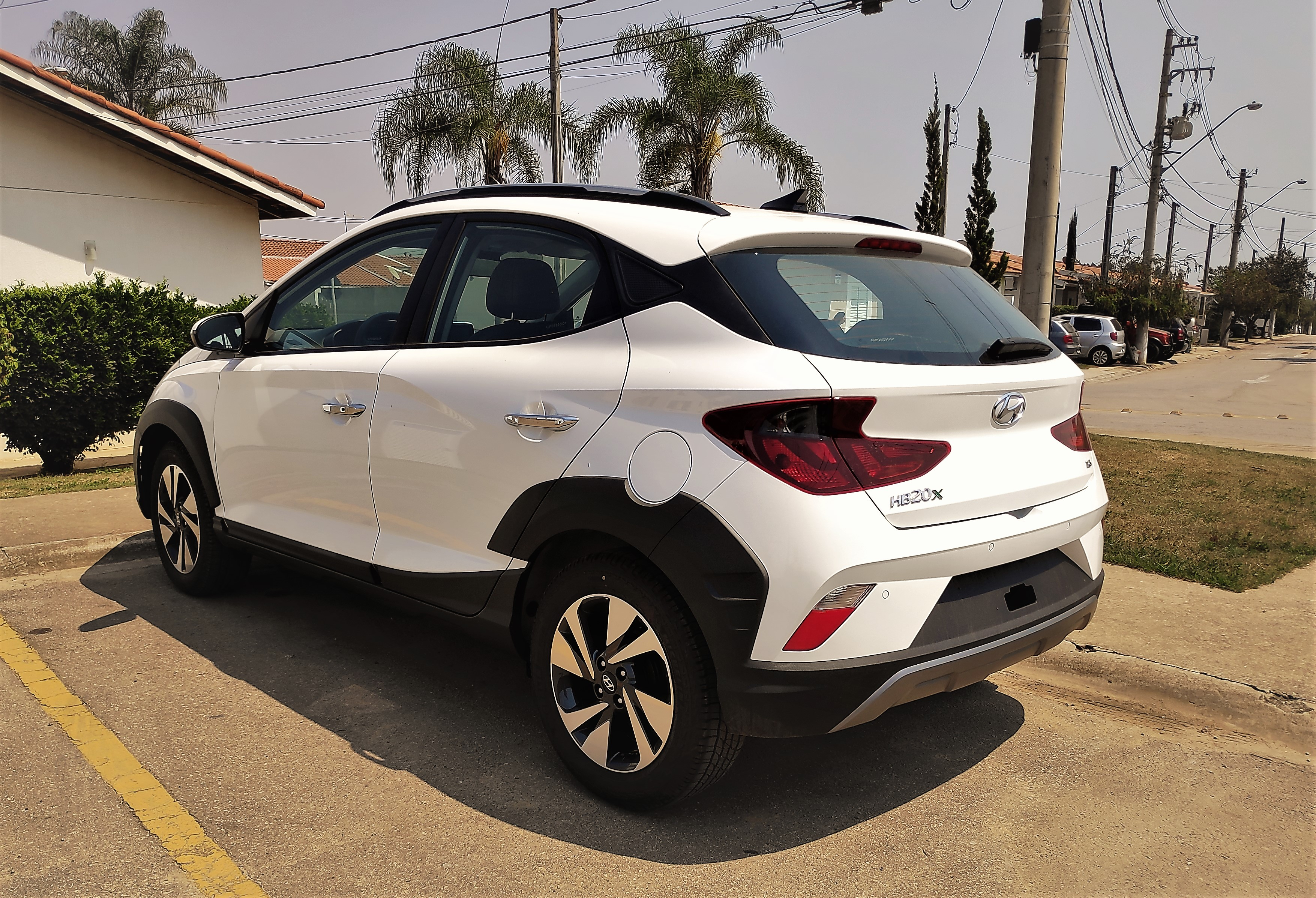
Crossover HB20X da segunda geração

Sua suspensão é elevada, sendo 511 milimetros mais alta que os demais modelos do HB20. Conta com pneus de uso misto e diversos auxílios tecnológicos, tais como sensor de mudança de faixa e frenagem de emergência automática.
O HB20X foi concebido com objetivo de concorrer no seguimento de veículos crossover, tendo como principais concorrentes o Volkswagen CrossFox, Renault Stepway, Ford Ecosport e Citroen C3 Aircross.
Em 2022 a produção da versão HB20X foi encerrada, permanecendo a produção da versão hatch e sedan do veículo.

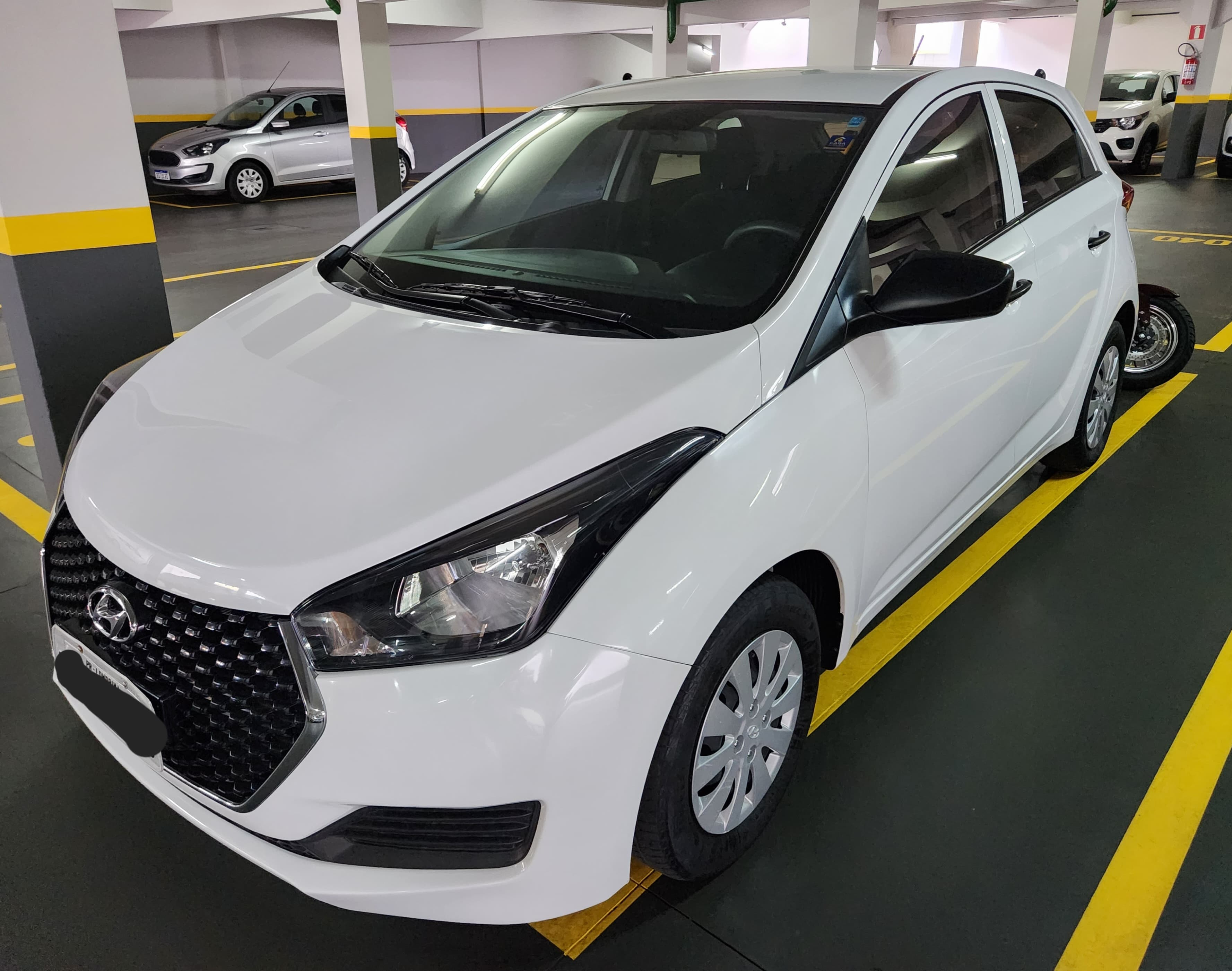
Frente do Hyundai HB20 2019

## Gerações

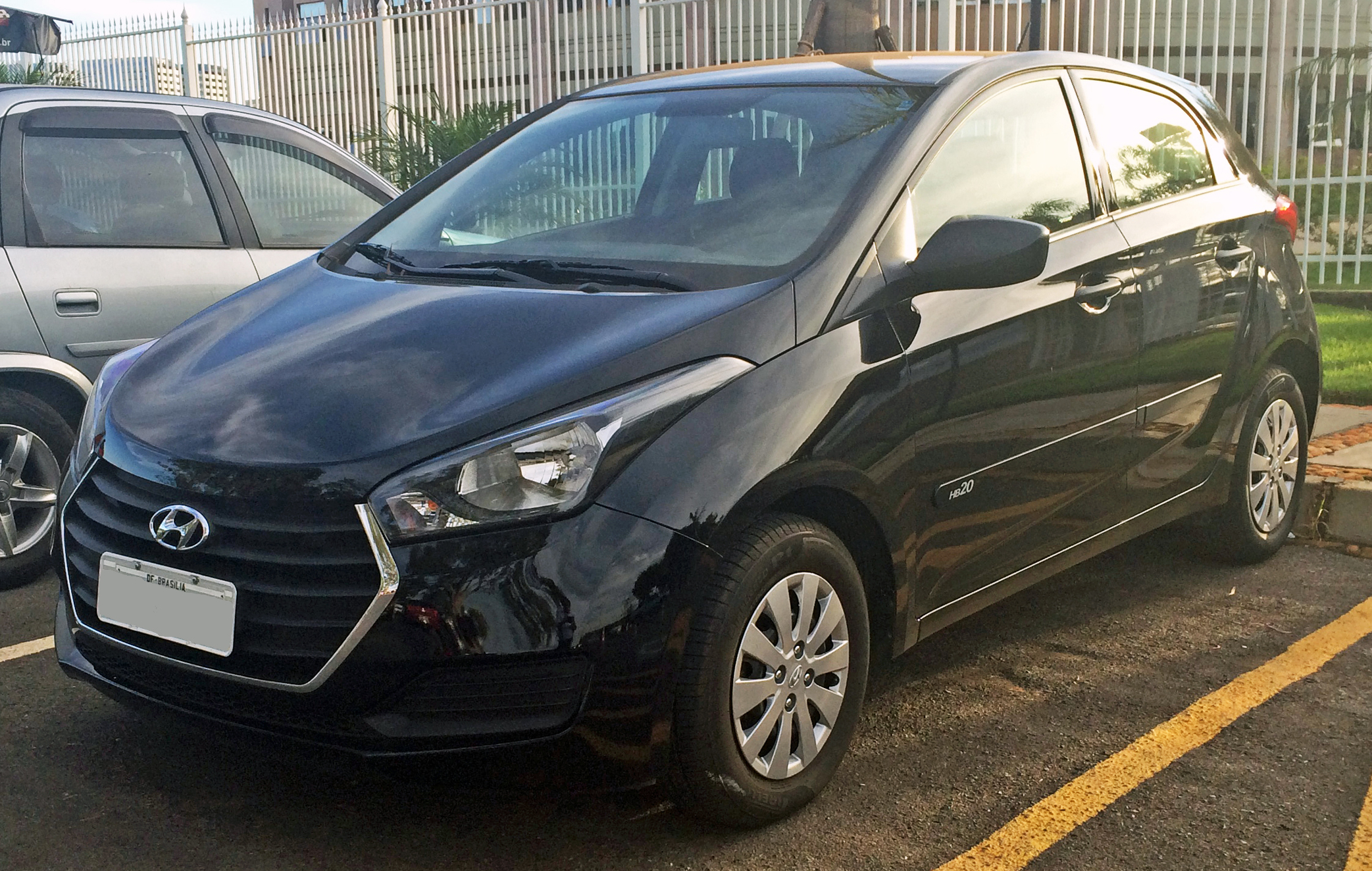
Primeira Geração (2013 - 2019) (HB20)

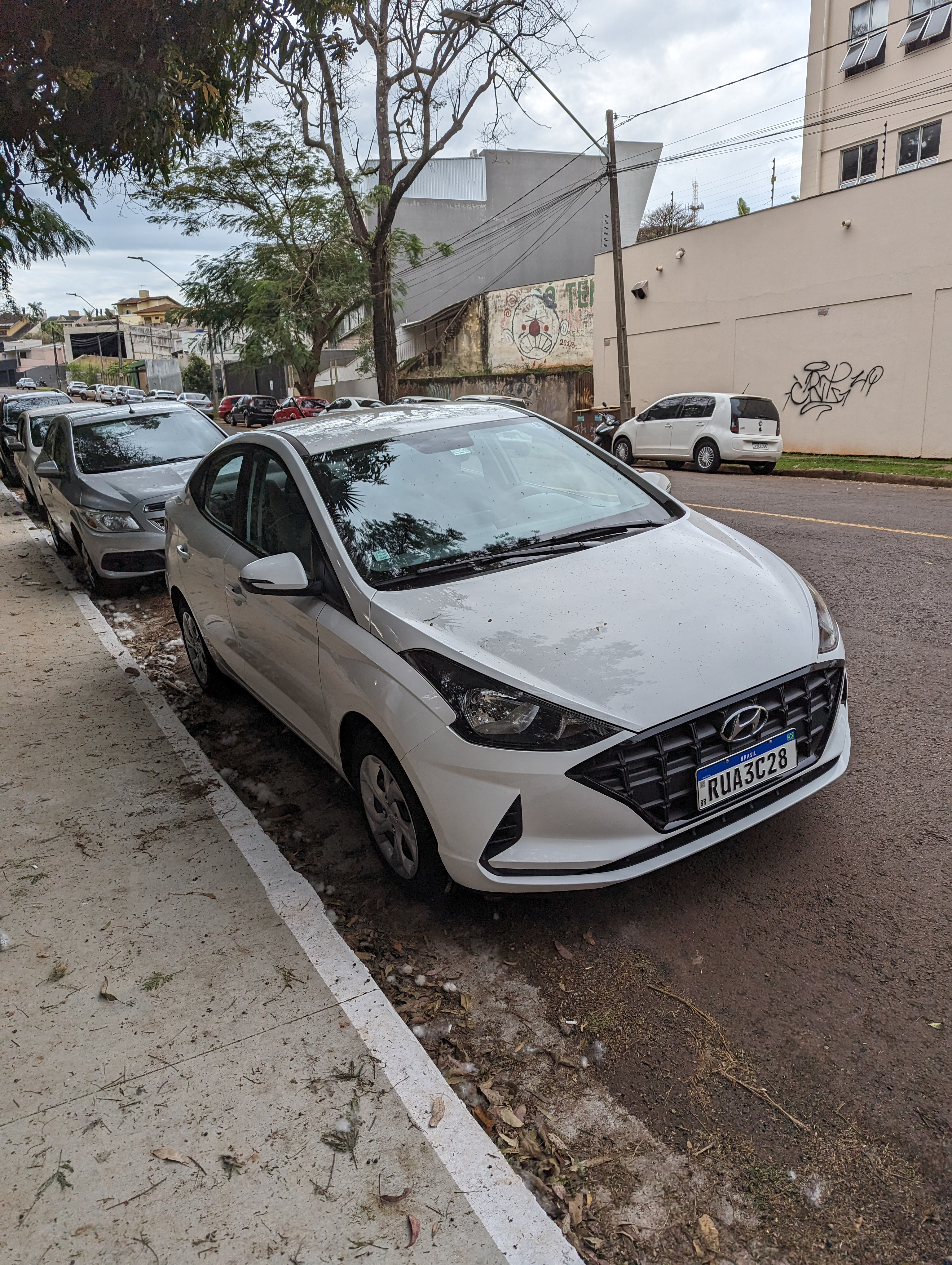
Segunda Geração (2020 - 2022) (HB20)

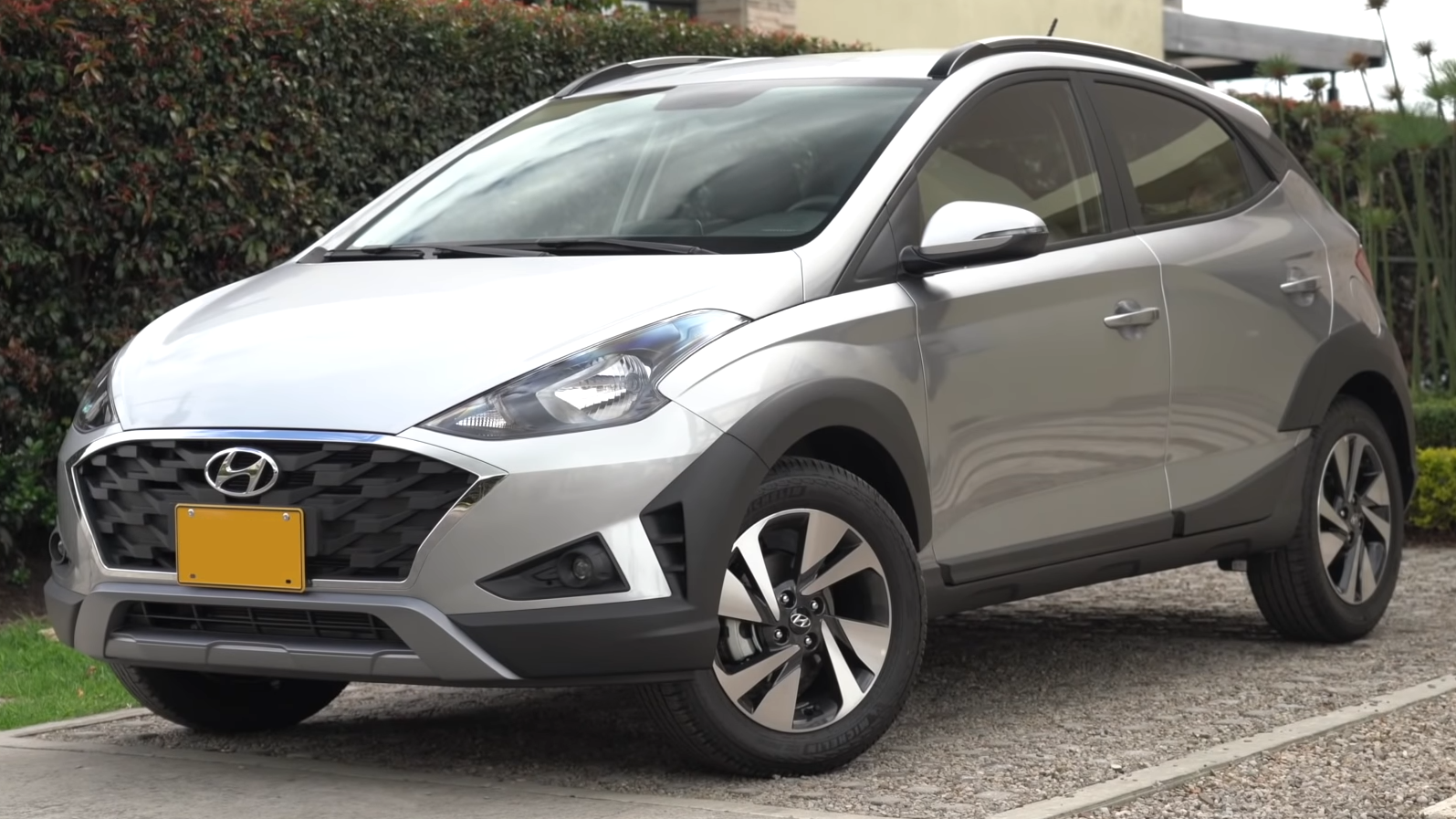
Segunda geração (2020 - 2022) (HB20X)

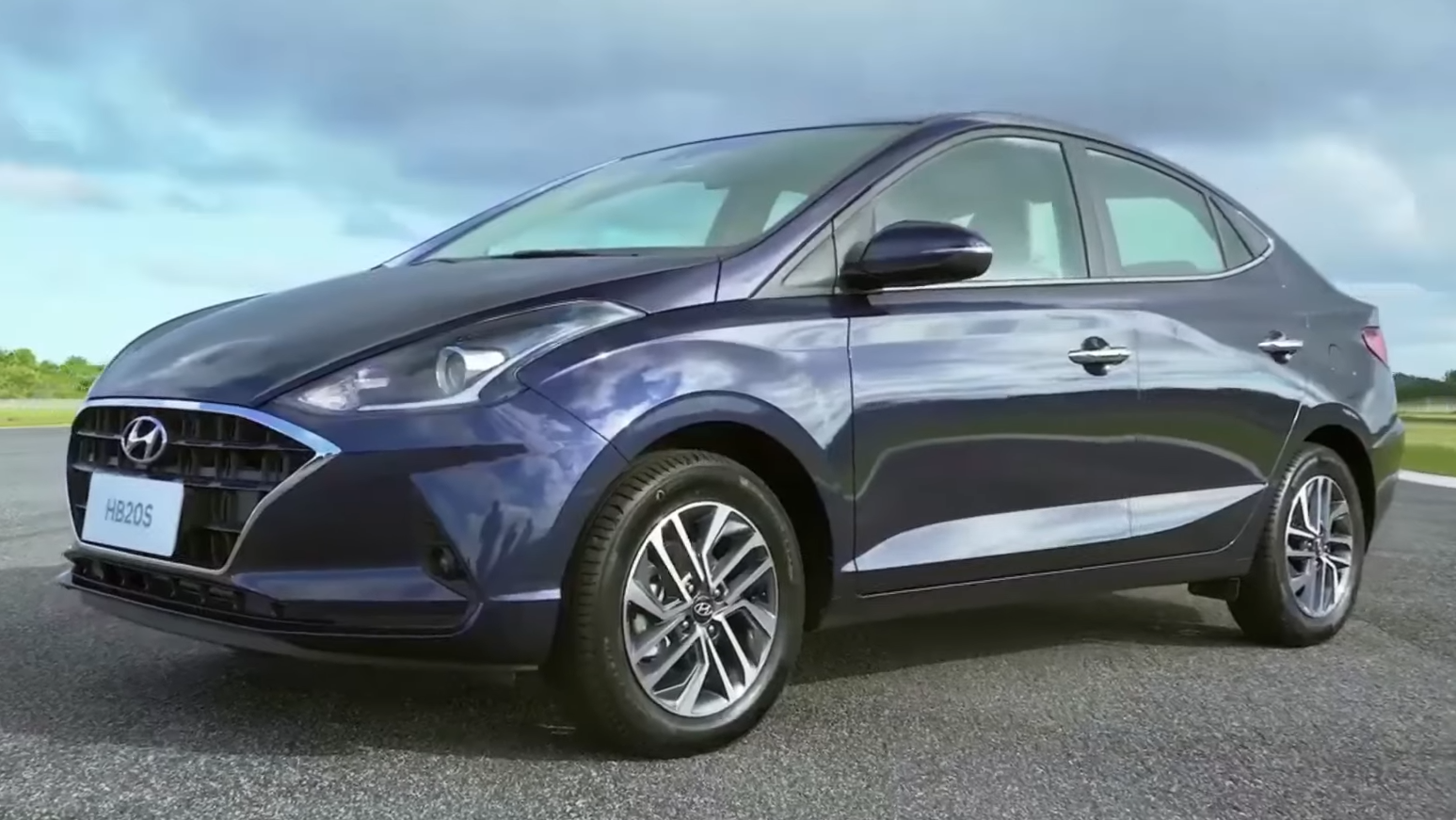
Segunda geração (2020 - 2022) (HB20S)

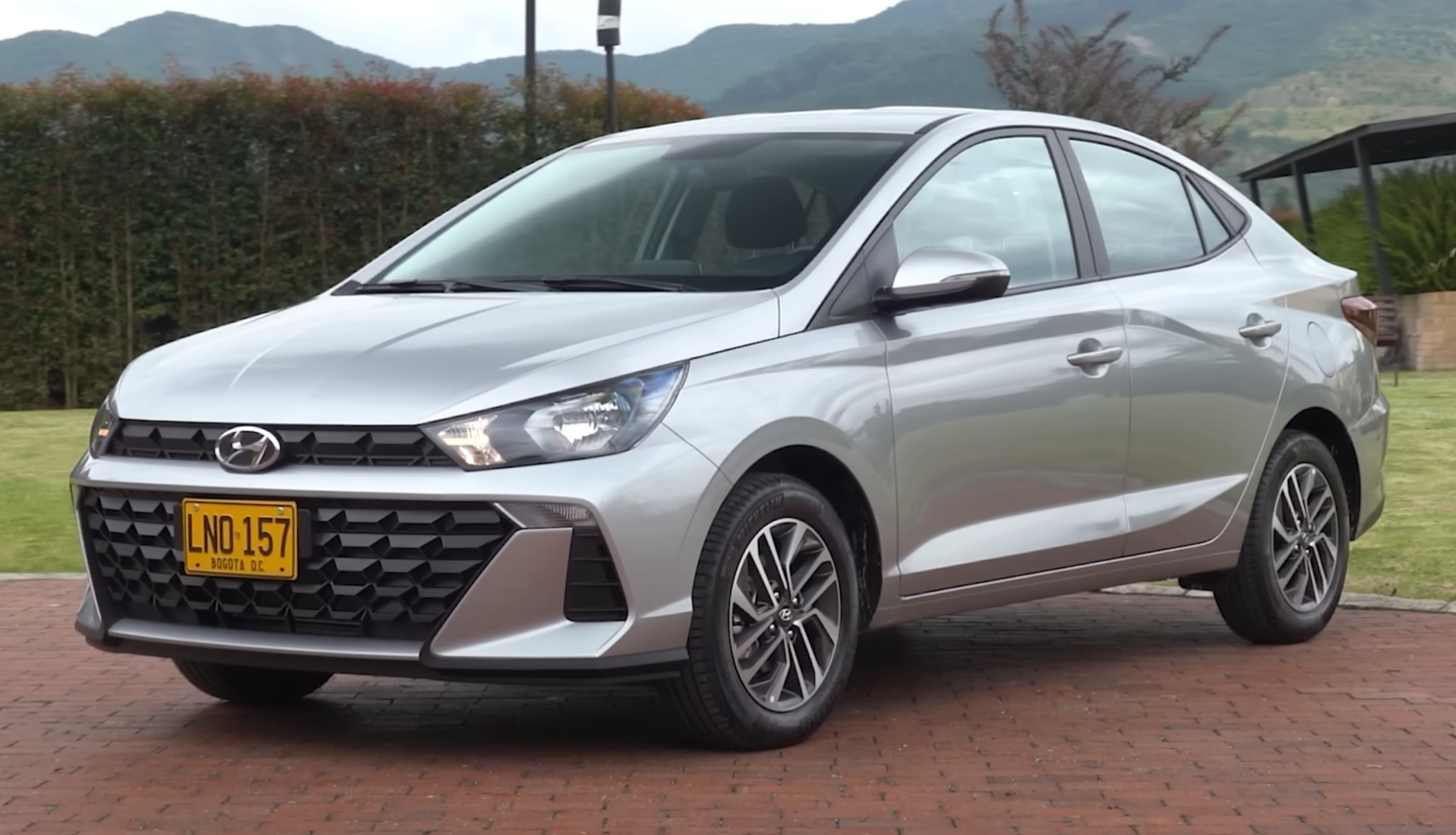
Terceira Geração (2023 - presente) (HB20S)

Não foi possível encontrar imagens do HB20X (crossover) e HB20S (sedan) de primeira geração.

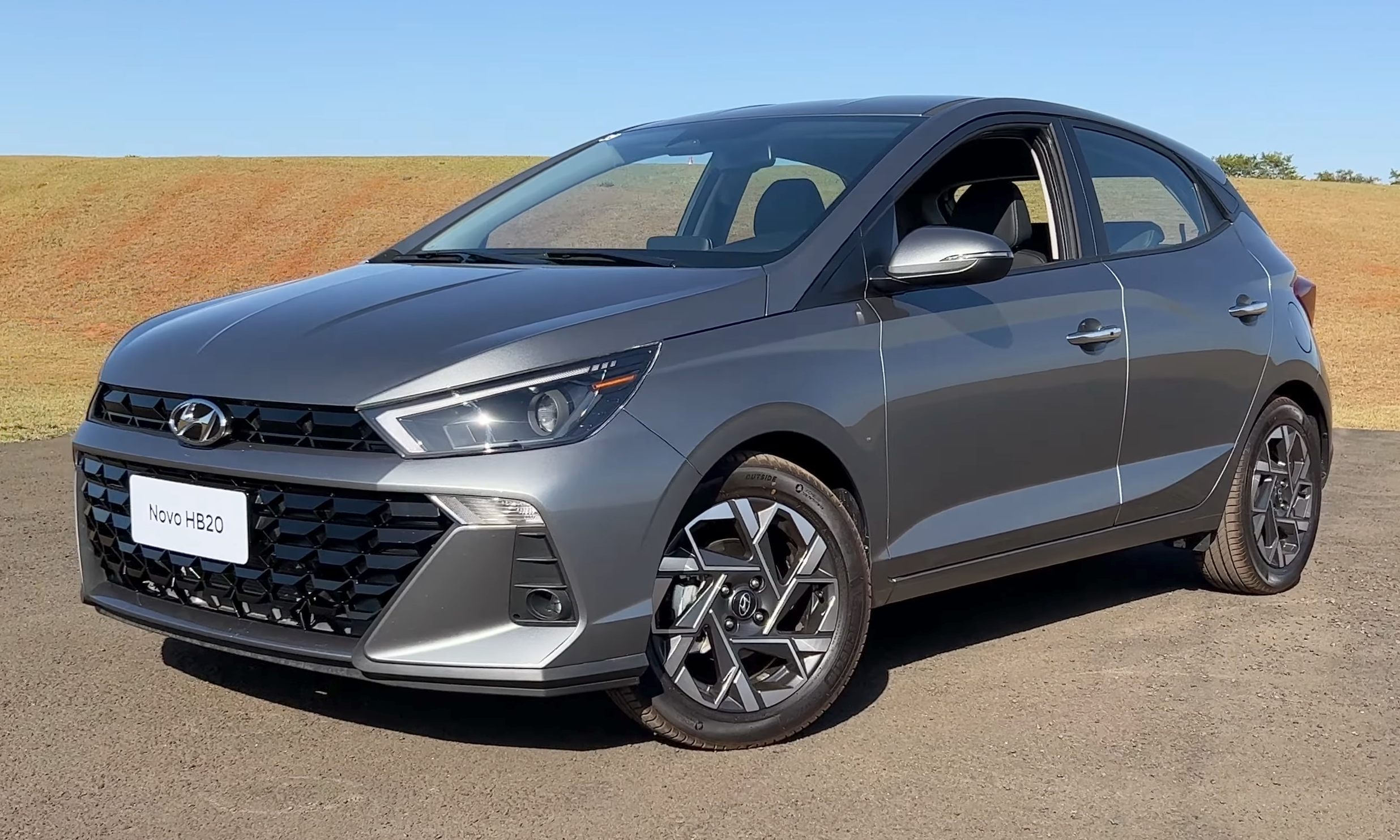
Terceira geração (2023 - presente) (HB20)

A fabricação do HB20X (crossover) foi interrompida pela Hyundai em 2022, na segunda geração.

## Controvérsias
Em testes feitos pelo Latin NCAP no ano de 2020, mais precisamente considerando um teste de colisão lateral; o HB20 teve sua nota rebaixada de 4 para apenas 1 estrela. 
No primeiro teste, o veículo foi cedido pela montadora, mas no segundo, o carro foi comprado pela própria ONG que administra os testes Latin NCAP. 
Em nota divulgada à imprensa naquela ocasião, a Hyundai afirmou: 
"A Hyundai desenvolveu o HB20 originalmente para o Brasil e, posteriormente, passou a exportá-lo para países vizinhos, sempre com base na mesma qualidade global de todos os seus produtos.
Não houve qualquer mudança no processo de produção ou na especificação do veículo que possa justificar a extrema variação entre os dois testes realizados pelo Latin NCAP em menos de um ano.
A Hyundai está investigando profundamente os testes do Latin NCAP a fim de entender a causa real para resultados tão diferentes entre o recente teste de auditoria e o teste original de setembro de 2019.
Nenhuma conclusão pode ser elaborada antes dessa investigação completa. Mas a Hyundai assegura que, caso haja qualquer possibilidade de melhorar a segurança do HB20, isso sempre será levado em consideração."
Já a ONG, por meio de seu executivo Alejandro Furas, afirmou:
“Na verdade, a deformação da estrutura parece a mesma, com deformação interna semelhante e pontos de impacto similares no dummy.
Notamos uma desaceleração diferente sob as mesmas condições de teste e um comportamento ligeiramente diferente no painel interno das portas durante a colisão. Os sistemas de segurança não devem mostrar essas variações de um teste para outro. Esta situação levanta sérias questões sobre a estratégia da Hyundai dos sistemas de retenção de impacto lateral do HB20”.

## Competições
Em 2018 foi anunciada a criação de uma competição monomarca Copa HB20
Será uma competição semelhante à Copa Clio.
Não existem planos para introduzí-lo no Campeonato Brasileiro de Rally de Velocidade, como a Hyundai tem o i20 no WRC.